# 門克新 (汝陽)
門克新（1588年9月10日—？年），號吏庚，河南汝寧府汝陽縣人，明朝政治人物。

## 生平
萬曆三十一年（1603年）癸卯科河南鄉試第47名舉人，萬曆四十七年（1619年）己未科詩一房會試中式第158名，殿試三甲二十三名進士，刑部觀政，授青州府推官，天啟四年甲子〔1624年〕本省同考，天啟五年乙丑〔1625年〕考選授陝西道御史，本年差北城，天啟六年丙寅〔1626年〕差東城，本年巡視東城，本年巡按山東，天啟七年丁卯〔1627年〕養病，崇禎二年己巳〔1629年〕為民。

## 家族
曾祖門山、祖門仲羲、父門見賔〔增廣生〕。